# Lysandra lunulata
Lysandra lunulata är en fjärilsart som beskrevs av Tutt 1909. Lysandra lunulata ingår i släktet Lysandra och familjen juvelvingar. Inga underarter finns listade i Catalogue of Life.